# مصطفی رحمانی
مصطفی رحمانی روستایی در دهستان سده بخش سده شهرستان قائنات استان خراسان جنوبی ایران است. بر پایه سرشماری عمومی نفوس و مسکن در سال ۱۳۹۰ جمعیت این روستا ۲۸ نفر (در ۱۰ خانوار) بوده‌است.